# Parque Natural Regional da Córsega
O Parque Natural Regional da Córsega (em francês:  Parc Naturel Régional de Corse, em corso:  Parcù di Corsica) é um parque natural que foi registrado em 1972 e depois reclassificado por 10 anos em junho de 1999. O Parque Natural cobre quase 40% da ilha da Córsega. Uma seção do parque centrada no Golfo do Porto foi listada pela UNESCO como Patrimônio Mundial da Humanidade em 1983 devido à sua beleza, excelente representação do matagal da Córsega e diversidade aviária e marinha.
O objetivo do parque natural é proteger a rica flora e vida selvagem da ilha. 145 comunas fazem parte do programa que apoia o projeto e estão agrupadas em 11 microrregiões, denominadas:
1. Falasorma Marsulinu
2. Caccia Ghjunsani
3. Niolu
4. Castagniccia
5. Centru di Corsica
6. Fium'Orbu
7. Alta Rocca
8. Taravu Bastelica
9. Gravona
10. Cruzinu Dui Sorru
11. Deux Sevi